# Робертс, Гудридж
Уильям Гудридж Робертс (англ. William Goodridge Roberts; 24 сентября 1904, Барбадос, Британская Вест-Индия — 28 января 1974, Монреаль) — канадский живописец, представитель модернизма. Действительный член Королевской канадской академии (1957), офицер ордена Канады (1969). Картины представлены в Национальной галерее Канады.

## Биография
Гудридж Робертс родился в 1904 году на Барбадосе (Британская Вест-Индия), где его родители-канадцы проводили отпуск. Среди его родственников во Фредериктоне (Нью-Брансуик) были многочисленные деятели изобразительного искусства и поэзии, включая его отца Теодора, дядю Чарльза Дж. Д. и двоюродного дядю Блисса Кармена.
В детстве постоянно переезжал вместе с семьёй: в 1908 году в Англию, в 1910 году во Францию, в 1912 году в Канаду, в 1914 году снова в Англию (где Теодор Робертс нёс службу в составе Канадского экспедиционного корпуса. Вернувшись после войны в Канаду, в 1923 году Гудридж поступил в Школу изящных искусств, незадолго до этого открывшуюся в Монреале, и учился в ней до 1925 года. Его занятия спонсировала тётя — нью-йоркская издательница и художественный критик Мэри Фантон Робертс. С 1926 по 1928 год продолжал обучение в Лиге студентов-художников Нью-Йорка, где под влиянием преподавателя Джона Слоуна стал приверженцем модернизма, сохранив верность этому стилю до конца жизни. Другими учителями Робертса были Боурдмен Робинсон и Макс Вебер.
В 1930-е годы Робертс переехал в Оттаву, где до конца 1960-х годов проводил ежегодные персональные выставки. В 1933—1936 годах был штатным художником Университета Куинс на гранте от Корпорации Карнеги. В декабре 1933 года в Кингстоне женился на Мариан Сьюзен Уилсон, которая позже стала его постоянной натурщицей. Позже вернулся в Монреаль, где прожил бо́льшую часть остатка жизни. В 1937 году картины Робертса были впервые выставлены в Лондоне, и впоследствии он часто участвовал в групповых выставках в Европе и США. Участвовал в художественных обществах, организуемых Джоном Лайманом — сначала в «Восточной группе», а с 1939 года в Обществе современного искусства, где входил в число сооснователей. Хотя в марте 1943 года выставка-ретроспектива Робертса в Монреале оказалась финансово успешной (были распроданы все 44 работы), в основном ему приходилось, помимо занятий живописью, подрабатывать преподаванием рисования. Работал в школе изобразительного искусства и дизайна Ассоциации искусства Монреаля в 1940—1949 годах.
В 1943 году мобилизовался в ВВС Канады и был направлен в район боевых действий как фронтовой художник. По завершении срока службы в 1945 году официально развёлся. В 1952 году был одним из четырёх канадских художников, участвовавших в Венецианской биеннале. В 1954 году женился вторым браком на Джоан Каррутерс Картер. С середины 1950-х годов в основном обеспечивал себя живописными работами, хотя время от времени продолжал давать лекции; с 1959 года — штатный художник Университета Нью-Брансуика. Среди учеников Робертса были художники Жак де Тоннанкур и Патерсон Юэн. В 1967 году работы Робертса были частью экспозиции канадского павильона на Всемирной выставке в Монреале и выставки в Национальной галерее Канады, приуроченной к столетию Канадской конфедерации. мер в январе 1974 года в Монреале.

## Творчество
Гудридж Робертс создал себе репутацию как пейзажист. В начале 1930-х годов его стиль в этом жанре сложился при создании серии акварельных пейзажей Гатино. Работы Робертса характеризуют свободный мазок и насыщенные, полные оттенков цвета. В его творчестве соседствовали спокойные пейзажи квебекской глубинки и намеренно упрощённые изображения фасадов значительных монреальских зданий, которые особенно часто подаются в предвечернем свете. Если в первой половине карьеры художник рисовал в основном ландшафты Восточного Квебека, то в его зрелом творчестве чаще появляются резкие ландшафты Юго-Западного Квебека и Джорджиан-Бея. Картины маслом, создававшиеся Робертсом, включают в первую очередь автопортреты и многочисленные портреты его жены (в том числе ню), а также ряд детских портретов. Специфику стиля Робертса как портретиста демонстрирует «Обнажённый мальчик» (1942) с его фронтальной композицией и акцентированными контрастами света и тени. В позднем творчестве Робертса также значительную часть составляют натюрморты и интерьеры. В последнее десятилетие карьеры цвета его картин стали ещё более насыщенными, а пространство более открытым, уменьшилось количество определённых контуров и силуэтов.

## Признание заслуг
В 1952 году избран членом-корреспондентом, а в 1957 году — действительным членом Королевской канадской академии. В 1960 году получил звание почётного доктора Университета Нью-Брансуика. В 1969 году произведён в офицеры ордена Канады и в том же году был удостоен персональной ретроспективы в Национальной галерее Канады, что было редким достижением для живущего канадского художника.